# つき手
つき手（つきて）とは、相手の力が加わらぬままバランスを崩し、土俵上に手をついてしまう、相撲の非技（いわゆる「勝負結果」のこと）である。2000年12月に追加された。
同じ「つき手」と表現されるものに、かばい手と対になる概念がある。これには、かばい手かつき手かが紛らわしい場合があり、よく論争の種となる。これは、下になった力士の足腰が柔軟な場合に多く、1972年（昭和47年）1月場所8日目の北の富士-貴ノ花戦、2004年（平成16年）7月場所8日目の朝青龍-琴ノ若戦などが有名である。ただし、上になった力士からすれば下になった力士の足腰の強さなどを考えていられないことも確かである。
最近では2012年（平成24年）7月場所11日目の琴奨菊 - 妙義龍戦において琴奨菊が、2013年（平成25年）5月場所3日目の十両の取組・磋牙司 - 栃乃若戦において栃乃若が、2013年11月場所初日の十両の取組・朝赤龍 - 千代の国戦で朝赤龍が、2020年（令和2年）9月場所13日目の髙安 - 琴勝峰戦において髙安が、それぞれ勝利している。

## 掃き手
現在の公式な相撲用語ではないが、現在「つき手」に含まれる勝負結果のうち、土俵についた手が土俵の土を掃いたように見えるものは、古くは「掃き手（はきて）」と呼ばれた。公式な決まり手及び非技が制定される以前の取組において、「掃き手」が記録された取組は次の通り。
- 昭和8年5月場所7日目 ○玉錦－清水川×